# بينهال غراندي
بينهال غراندي (بالبرتغالية: Pinhal Grande‏) (ويعني الاسم: غابة الصنوبر الكبيرة)؛ بلدية في الجزء المركزي من ولاية ريو غراندي دو سول في البرازيل.

## الموقع
يبلغ عدد سكانها 4560 نسمة بحسب تقديرات عام 2015، في حين تصل مساحتها إلى 477.13 كيلومتر مربع. كما تبعد عن مدينة بورتو أليغري 320 كم، وشمال شرق مدينة أليجريت وشرق مدينة سانتو أنجيلو.
تمتد البلدة على غابات من الصنوبر وتحديدا أروكاريا وهي أحد أنواع الصنوبر الضيقة الأوراق.
غمرت البلدية جزئيًا بخزان محطة دونا فرانسيسكا الكهرومائية على نهر جاكي العلوي.

### البلديات المحيطة
- جوليو دي كاستيلوس
- نوفا بالما
- إستريلا فيلها
- إباراما

## التاريخ
كان أول سكان البلدة هم من القبائل الأصلية. بقيت البلدة تحت السيادة البرتغالية حتى عام 1822، عندما حصلت البرازيل على الاستقلال طالبت بها لاحقًا.
في عام 1813 بدأ كوريتيبانو جواو غونسالفيس باديلها مع شقيقه التجارة الزراعية بين المنطقة وساو باولو.
استقبلت البلدة المهاجرين من عدة حنسيات ونتيجة لذلك، فهي تضم أشخاصًا من أصول إيطالية وبرتغالية وإسبانية. تم إنشاء بلدية بينهال غراندي بموجب القانون رقم 9600 بتاريخ 20 مارس 1992.